# Amfibiebataljon

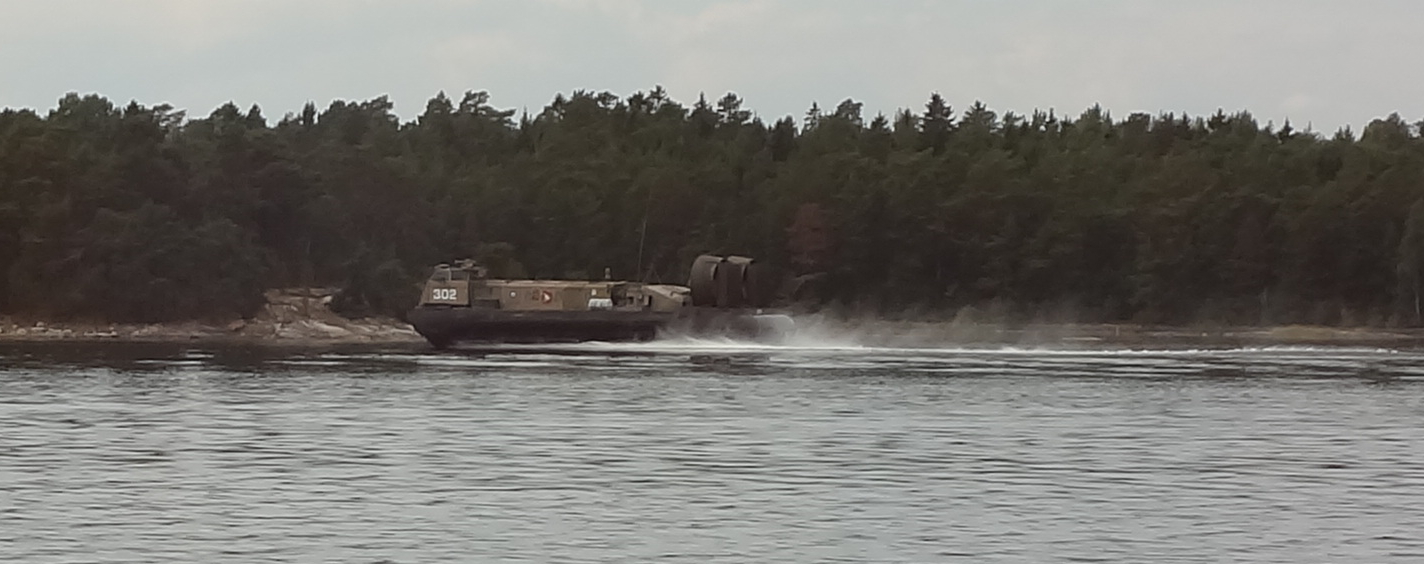
Amfibiebataljonens svävare 2000 nr 302 i Stockholms skärgård augusti 2014.

Amfibiebataljonen även kallad för Amfibisk manöverbataljon är ett svenskt insatsförband i amfibiekåren. Det är särskilt avsett för insatser i skärgårds- och flodmiljö samt kustnära miljö. Bataljonen kan lösa strids-, övervaknings- och underrättelseuppgifter under lång tid. Förbandet håller för närvarande på att omorganiseras och utvecklas mot Amfibiebataljon 2014.

## Historik

### Försök under 80-talet
Under 80-talet gjordes flera försök med amfibiebataljon som bl.a. bestod av:
- Ett stabskompani
- Ett amfibiekompani
- Ett granatkastarkompani
- Ett kustjägarkompani
- Ett markstridskompani som efterhand ersattes med ett kustjägarkompani.

### Amfibiebataljon 95
Den första krigsförbandet utvecklades 1990 och bestod av cirka 900 personer och innehöll:
- Stab och stabskompani med två ledningsomgångar, en spaningspluton med attackdykare samt sjukvårdsresurser. Under 90-talet tillfördes stabskompaniet en luftvärnspluton med Robot 70 som skulle ge ett förbättrat luftskydd.
- Ett amfibiekompani med en robotpluton (tre robotgrupper med RB17), en minpluton, en stabspluton samt en trosspluton. Amfibiekompaniets huvuduppgift var att bekämpa sjömål t.ex. landstigningsfartyg.[1]
- Två kustjägarkompanier med tre jägarplutoner och en stabspluton i varje kompani. Kustjägarkompaniets huvuduppgift var att ta och säkra ett brohuvud för amfibiekompaniet.
- Ett granatkastarkompani med två granatkastarplutoner (fyra granatkastare m/84 per pluton) samt en stabsenhet. Granatkastarkompaniets huvuduppgift var att understödja kustjägarkompaniet/-erna.[1]

Det fanns också möjlighet att förstärka amfibiebataljonen med ett skyttekompani ur armén eller ett fristående amfibiekompani, för att öka förmågan att slå ut markstridskrafter respektive att bekämpa sjömål. I mitten av 1990-talet kunde även ett bassäkerhetskompani tillföras bataljonen för att upptäcka och slå ut specialförband.

### Amfibiebataljon 2010
Under 2000-talet utvecklades amfibebataljon 2010 som var uppbyggd av sex kompanier:
- Ledningskompani med bataljonsstabspluton, sambandspluton och pionjärdykpluton.
- Bekämpningskompani med en robotpluton (Robot 17), en luftvärnsrobotpluton (Robot 70) och två granatkastarplutoner (skulle på sikt ha utrustas med granatkastarsystem SSG120). Bekämpningskompaniets huvuduppgift var att bekämpa sjö- och luftmål samt understödja amfibieskyttekompaniet/-erna.
- Kustjägarkompani med en spaningspluton (attackdykare), två jägarplutoner, en prickskyttegrupp och FAC. Kustjägarkompaniets huvuduppgift var underrättelseinhämtning och störstrid.
- Två amfibieskyttekompanier med tre amfibieskytteplutoner och en understödspluton (en granatkastartropp med granatkastare m/84 och en robottropp med Robot 17). Amfibieskyttekompaniets huvuduppgift var att ta och säkra terräng för de sjömålsbekämpade enheterna i bataljonen.
- Underhållskompani med förplägnadspluton, försörjningspluton, transportpluton, reppluton och sjukvårdspluton.

Minplutonen tillförs bevakningsbåtkompaniet som är ett fristående kompani där även bordningsstyrkan ingår.
Amfibiebataljonen

Åren 1990–2002 utbildades nedan förband fram till olika år:
- 1. amfibiebataljonen, Uppsatt 1990 vid KA 1, (bland annat före detta 1. och 2. kustjägarkompaniet), upplöstes år 2000.
- 2. amfibiebataljonen, Uppsatt 1992 vid KA 1, (bland annat före detta 3. och 4. kustjägarkompaniet), uppgick i amfibiebrigaden år 2000.
- 3. amfibiebataljonen, Uppsatt 1991 vid KA 2,(bland annat före detta 8. kustjägarkompaniet), upplöstes år 2000.
- 4. amfibiebataljonen, Uppsatt 1994 vid KA 1, (bland annat före detta 5. & 6. kustjägarkompaniet), uppgick i amfibiebrigaden år 2000.
- 5. amfibiebataljonen, Uppsatt 1994–1995 vid KA 4, uppgick i amfibiebrigaden år 2000.
- 6. amfibiebataljonen, Uppsatt 1993–1997 vid KA 5,(bland annat före detta 7. kustjägarkompaniet), upplöstes år 2002.

Valspråk

- 1. amfibiebataljonen: Facile princips (Enkla Principer)
- 2. amfibiebataljonen: Ubique Vigilans (Verksam överallt)
- 3. amfibiebataljonen: Fortis, Robur et Velox (Mod, Styrka, Snabbhet)
- 4. amfibiebataljonen: Viktoria (Seger)
- 5. amfibiebataljonen: Västkustens Styrka och Stolthet
- 6. amfibiebataljonen: Primus Sub stella Polaris (Främst under polstjärnan)

## Organisation
Amfibiebataljon 2014 även kallad amfibisk manöverbataljon kommer att organiseras med en för manöverförbanden gemensam del, vilket ökar typförbandslikheten med armén. Förbandets markoperativa rörlighet ökar genom tillförsel av splitterskyddade fordon (totalt kommer 28 bandvagnar av typ Bandvagn 309S att tillföras bataljonen) samt att skyddsnivån utökas genom att hälften av stridsbåtarna splitterskyddas (Stridsbåt 90 HS).
Förbandet kommer att organiseras med:
- En bataljonsstab (30 man)
- Ett ledningskompani (167 man)
- Ett kustjägarkompani (124 man)
- Ett underhållskompani (247 man)
- Tre amfibieskyttekompanier, två sjöoperativa (2 x 219 man) och ett markoperativt (204 man).

Alla soldater inom amfibiekåren är amfibiesoldater, så även kustjägarna. Man är alltså amfibiesoldat och därutöver amfibieskyttesoldat, kustjägare etc.
Förbandet är ett av Försvarsmaktens större manöverförband med 1210 anställda, varav ca 800 är fast anställda.
Ledningskompani

Ledningskompaniet kommer att bestå av en sambandspluton, en stab/trosspluton, en pionjärpluton samt en understödsledningsgrupp. Kompaniets uppgift är främst att stödja bataljonens ledning men det finns även en pionjärpluton som kan verka både över och under ytan med
amfibiedykare. Kompaniet är båtburet där det använder sig av stridsbåt 90 HS, trossbåtar, gruppbåtar samt två ledningsbåtar.
Kustjägarkompani

Kustjägarkompaniets huvuduppgift är underrättelseinhämtning, genom truppspaning med hjälp av olika sensorer och personbaserad inhämtning. Kompaniet har också god förmåga att lösa störstridsuppgifter, både genom kvalificerad indirekt bekämpning och genom direkta stridsinsatser (Direct Action). Kompaniet ingår i Amfibiebataljonen men kan också uppträda helt självständigt eller underställas annan chef. Kustjägarkompaniet består av en spaningspluton (attackdykare), en jägarpluton, en prickskyttegrupp och en samverkansgrupp (inhämtar information genom förhör eller samverkan med olika personer), en FRT-grupp (lätt traumagrupp - sjukvårdsteam med läkare), en DSG-grupp (driftstödsgrupp - stödjer vid reparationer och underhåll av båtar och vapen), en JTAC-grupp (leder insatser med flyg) samt en stridsledningsgrupp (stödjer staben i ledningsarbetet). Kompaniet förflyttar sig med hjälp av stridsbåt 90 HS, gruppbåt, gruppdykbåt, trossfärja och lätt spaningsbil.
Amfibieskyttekompani SJÖ

Totalt kommer det finnas två amfibieskyttekompani sjö. Kompanierna kommer att bestå av en stab/trosspluton, tre amfibieskytteplutoner samt en amfibieunderstödspluton. Kompanierna är bataljonens manöverkompanier och används främst för att lösa markstridsuppgifter. Kompanierna kommer att ha en egen förmåga till understöd i form av granatkastare och RB17 från understödsplutonen. Kompanierna kommer att förflyttas med stridsbåtar samt gruppbåtar.
Amfibieskyttekompani MARK

Amfibieskyttekompani mark är i stort uppbyggt på samma sätt som amfibieskyttekompani sjö med skillnaden att den utnyttjar bandvagnar (BV 309S) för förflyttning samt att kompaniet har en begränsad förmåga till förflyttning i den marina miljön.
Underhållskompani

Underhållskompaniet kommer att bestå av en reparationspluton, en försörjningspluton, en transportpluton, en förplägnadspluton, en sjukvårdspluton samt en stabstrossenhet.
Kompaniet använder flera plattformar för rörlighet bestående av stridsbåt 90, gruppbåt, lätt trossbåt, svävare och fyrhjulingar. Kompaniet har även ett större fartyg som verkar som underhållsomgång.

### Amfibiebataljon 2030
Projekt Amfibiebataljon 2030 är ett samarbetsprojekt mellan Försvarsmakten, FOI och FMV som tog sin början i en amfibiestudie 2015.
Nu genomförs produktdefinitions och produktionsfaser för anskaffning av lednings-, sensors- och verkansplattformar. FMV arbetar utifrån Försvarsmaktens kravställningar i systemmålsättning 2 för sjörörlig amfibiebataljon, där hela förbandets krav beskrivs.
Ur systemmålsättning 2 skapas sedan löpande olika projektet som sedan realiseras i olika tekniska system som gör att kraven på framtidens amfibieförmågor uppfylls.
De tekniska system som realiseras är ordnade som separata anskaffningsuppdrag där det första större anskaffningsuppdraget är Artilleriplattform amfibie.

#### Projektöversikt
- 2021 – 2023 Förberedelseskede och produktdefinition
- 2024 - 2033 Anskaffnings- och produktionsskede

#### Delsystem
- Sjörörligt artillerisystem
- Sjörörligt sensorsystem
- Sjörörligt luftvärnssystem
- Sjörörligt sjömålsbekämpandesystem
- Sjörörligt ledningssystem
- Sjörörligt logistiksystem